# 三つの抒情
『三つの抒情』（みっつのじょじょう）は、三善晃の女声合唱曲集。

## 概説
日本女子大学合唱団の委嘱により、1961年（昭和36年）から1962年（昭和37年）にかけて作曲された。初演は木下保の指揮で、同合唱団によって演奏された。三善にとっての女声合唱処女作として世に出た。男声合唱版は福永陽一郎の編曲によるものがある。関屋晋は三善に、『三つの抒情』を男声合唱に編曲するよう依頼したが、三善は「あの曲を男声合唱にする気はない」として断ったという。三善の作品群の中では後の前衛的な要素が現れる前の、調性に則り明確な拍節構造を持つ初期作品として位置づけられる。
成立の過程として、木下は三善に「（1959年に三善が発表した音楽詩劇の）オンディーヌの女声のような」曲を依頼し、まず三善は1961年に「ふるさとの夜に寄す」を書いた。その初演後、木下の勧めで翌年にさらに2曲を書き足し、全3曲の組曲となった。
本曲が書かれた1962年前後を境に、三善の作曲活動は合唱曲の割合が急増し、一方で歌曲の割合が激減する。今なお世代を問わず愛唱される名曲であり、また三善の作曲家としての転換点といえる曲である。「日本の合唱のアクティビティがものすごく盛んになってきたのが、五十年代後半からだと思うんです。ぼく（三善）がフランスから帰ってきたのが五八年、そのときに東混が結成されていた。書いた曲を歌ってくれる合唱団があるために、作曲家はどんどん書くようになる、私もその例外ではなかったんです」「結果的に合唱の作品が多いのは、詩も含めて回りから喚起される機会が多かったからです」「はじめは女声合唱をおそるおそる書いて、木下保先生がその練習に呼んでくださって、それを聴いて、こういうことが人の声でできるんだな、と確かめられたものですから、しばらくはそういうところから抜け出ることができなかったみたい」。
同時代の他の作曲家の作品と比べ、三善の合唱曲はピアノパートが伴奏ではなく合唱と対等に扱われるが、本曲ではそれが特に顕著で、ピアノが音楽の主導権を強く握る。「和声を工夫するのが好きなもので、女声のレジスターがいちばんきれいなことのできる構造体-ピアノを伴えば-として受けとられていたんですね」。

## 曲目
全3曲からなる。
1. 或る風に寄せて
詩は立原道造。
2. 北の海
詩は中原中也。
3. ふるさとの夜に寄す
詩は立原道造。

## 楽譜
全音楽譜出版社から出版されている。福永版はメロス楽譜が出版したが、現在絶版となっている。